# Eric Steel
Pour les articles homonymes, voir Steel.
Eric Steel est un réalisateur et producteur de film américain. Son travail le plus connu est The Bridge, un film documentaire sur le Golden Gate Bridge à San Francisco et les personnes s'y étant suicidées en 2004.

## Biographie
Diplômé de l'Université Yale en 1985, Eric Steel a travaillé chez Disney et Cinecom, avant de se lancer dans la réalisation.
Pour The Bridge, il a quitté New York après avoir lu un article poignant sur les suicides ayant lieu depuis le pont. Après avoir réuni une équipe de tournage (via Craigslist et autres sites d'annonce) et acheté pour 100 000 $ de matériel, il a tourné pendant une année entière le pont sous différents angles, montrant parfois des images très dures, comme celles des chutes.
The Bridge rassemble les familles et témoignages des disparus, ainsi que le récit d'un jeune rescapé. Le film ne cherche pas à apporter de réponse aux suicides, mais évoque les contextes pesants dans lesquels les disparus ont pu évoluer. Les témoignages des amis et familles sont d'une surprenante teneur. Lors du tournage, plusieurs personnes ont été sauvées in extremis par la patrouille de prévention du pont (parfois alertée par l'équipe de tournage), ainsi que par des passants. Afin d'obtenir les autorisations de tournage, Eric Steel n'a pas précisé aux officiels que son intention était de filmer les personnes sautant du pont.
La sortie de son prochain film intitulé Julie/Julia est prévue pour mi-octobre 2009.

## Filmographie

### comme réalisateur
- 2006 : The Bridge
- 2013 : Kiss the Water
- 2020 : Minyan

### comme producteur
- 1999 : Les Cendres d'Angela, réalisé par Alan Parker
- 1999 : À tombeau ouvert, réalisé par Martin Scorsese
- 2000 : Shaft, réalisé par John Singleton
- 2006 : The Bridge
- 2009 : Julie et Julia, réalisé par Nora Ephron